# Triclinum
Triclinum is een monotypisch geslacht van korstmossen behorend tot de familie Ramalinaceae. De typesoort is Triclinum cinchonarum, deze werd hernoemd naar Phyllopsora cinchonarum. Het geslacht omvat nu alleen Triclinum sorediatum.